# Lecanora phaeocardia
Lecanora phaeocardia är en lavart som beskrevs av Vain. Lecanora phaeocardia ingår i släktet Lecanora och familjen Lecanoraceae.   Inga underarter finns listade i Catalogue of Life.